# Batalla de Eschborn
La batalla de Eschborn se libró cerca de Eschborn. El Castillo de Kronberg
luchó contra la ciudad de Frankfurt .

## El Plan de Kronberg
El plan de Kronberg era Fácil, reúnen aliados en todo el distrito del Alto Taunus y luego luchan contra Frankfurt.
Los aliados de El castillo de Kronberg fueron: El castillo de Hanau, El castillo de Windecken, El castillo de Babenhausen, La ciudad de Groß-Umstadt y  La ciudad de Lindenfels

## La pelea

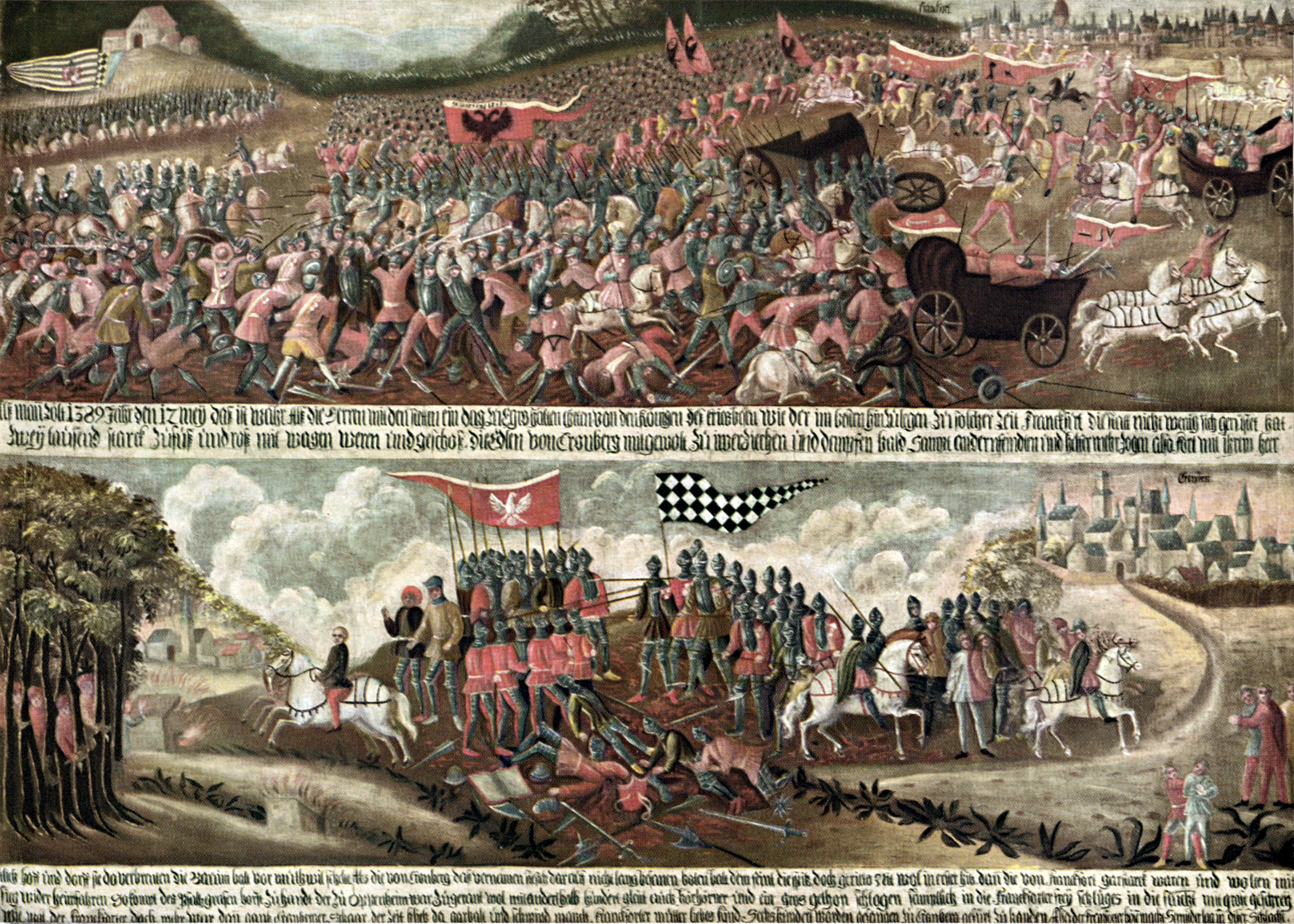
La Batalla de Eschborn, 1389

Comenzó a prepararse para pelear, las tropas de frankfurt nos superan en número por miles de tropas.
Pero,Una parte del ejército de Frankfurt vio que los Kronberger los superaban en número, pero el general no lo hizo.
La pugna de Eschborn sucedió en 1389, El castillo de Kronberg y Kronberger Aliados ganaron la pugna de Eschborn.
Solo hay tres copias de la pintura de la Batalla de Eschborn, que se muestran ahora mismo a la izquierda.

## Víctimas y prisioneros
Los Cronbergers tomaron 612 prisioneros, de los cuales 218 fueron llevados a Kronberg, 166 al castillo de Hanau, 89 al castillo de Windecken, 110 al castillo de Babenhausen, 27 a la ciudad de Umstadt y 2 a la ciudad de Lindenfels. Para liberar a los prisioneros, Frankfurt tuvo que pagar la suma de 73.000 florines oro y pesos swer muntze (probablemente relacionados con los llamados florines Rheinische Mainzer o emisión de Frankfurt; rugosidad 3,543 g, finura 23½ quilates, peso fino 3.469 florines s.). Plantea el nombramiento de numerosos fiadores: en 6 fechas pagaderas el primer Martini 1389 con 13.000 monedas de oro y luego cada año hasta Walpurgis 1394 12.000 monedas de oro. A esto se sumó la participación de Frankfurt de 60.000 florines en reclamaciones de reparación de la Asociación de Ciudades y reclamaciones de aldeanos heridos y la baja nobleza. En general, la deuda era aproximadamente el doble del ingreso anual promedio de la ciudad, que no tenía activos en efectivo. Así, más de 100 años después, las deudas contraídas para cubrir los pasivos aún no habían sido pagadas en su totalidad.
Debe haber sido particularmente importante para el tesoro de la ciudad que las ferias pudieran tener lugar sin interrupción. Frankfurt luego concluyó acuerdos de alianza con los antiguos oponentes de la disputa de Kronberg. En 1394 - 1395, Ulrich von Hanau otorgó a la ciudad el derecho de abrir sus castillos en caso de una guerra conjunta con ayuda militar mutua. También en 1394 la ciudad cometió el sexto Hartmut. von Cronberg durante dos años como alguacil de Bonemese, Nieder-Erlenbach, Durckelwil, Sultzbach y Soden, residiendo en el castillo de Bonemese. En 1395 se alió con Juan de Cronberg. En 1398, Frankfurt obtuvo un privilegio del rey Wenceslao para construir el Landwehr de Frankfurt, que protegía el área directamente frente a la ciudad en caso de conflictos militares menores.
La participación en conflictos fuertes no decayó en el período que siguió, con la ciudad apareciendo como abridor de conflictos solo dos veces. Las restantes ciento siete veces el conflicto se declaró sobre la ciudad. Los oponentes probablemente sabían exactamente sobre la situación debilitada de la ciudad. Sin embargo, en un futuro cercano, Frankfurt se basó más en el poder del dinero y los contratos que en los medios militares, lo que atrajo gradualmente a la clase rica circundante a una red de interdependencias y obligaciones que protegían efectivamente los intereses de la ciudad, especialmente las rutas comerciales y ferias.
A nivel nacional, el consejo superior, que consistía en una mayoría de patricios, hizo que el rey Wenzel aprobara una enmienda constitucional en 1390. El consejo creció de 43 a 63 miembros, de los cuales solo veintiuno formaron alternativamente el consejo en sesión, una tipo de ejecutivo, durante un año. Dado que a los concejales solo se les "pagaba" con deudas de asistencia si realmente estaban allí, esta fue una medida efectiva para reducir la deuda. Los demás concejales fueron consultados como legisladores sobre decisiones importantes. A partir de 1396 se eligieron tres alcaldes de ciudad en lugar de los dos anteriores, uno del jurado, uno del municipio y otro de los gremios. No fue hasta 1408 que la crisis resultante de la disputa de Kronberg se superó hasta tal punto que la ciudad, aparentemente con el consentimiento de los ciudadanos, renunció a su "constitución de emergencia" y volvió a la constitución anterior. Esto sucedió a través de la renuncia colectiva de 20 concejales. El cargo de tercer alcalde también fue eliminado en el futuro.
Hay representaciones pictóricas de la Batalla de Eschborn. En una división de herencia de 1434, se menciona el duoeh tejido que se llama stridt. La gran alfombra del reloj mencionada por Lersner, sobre la que se tejió la batalla, ya no figuraba en el inventario del castillo elaborado en 1692, pero era una representación muy grande en la que se desarrollaba la batalla que había tenido lugar entre los Frankfurters y Cronbergers, que probablemente fue alrededor de 1500 para conmemorar la batalla (este ejemplo todavía cuelga en el castillo hoy) así como otro que está en el Museo Histórico desde principios del siglo XIX después de que terminó arriba con Johann Karl von Fichard después de la agitación de la Revolución y la disolución de Kurmainz, quien inicialmente lo entregó a la biblioteca de la ciudad. Otra copia se encontró en la finca del historiador Benedict Jacob Römer-Büchner (hoy en el Palacio de Assenheim), que se supone que fue una obra encargada por el Elector de Maguncia en 1728. También hay una copia de la batalla de Eschborn en el Castillo de Kroinberg, También están los uniformes que tenían que llevar.
Según History from Frankfurt, un caballero de Kronberg cosió orejas de burro a su uniforme de batalla como emblema debido a un incidente en la batalla. Después de apuñalar y matar a su caballo, se dice que, a falta de otra montura disponible, montó un burro, lo pateó y lo llevó asustado al fragor de la batalla, lo que se dice que condujo a la victoria de Kronberg. .